# Adriana Sachs
Adriana María Sachs (* 25. Dezember 1993 in Tapiales, Partido La Matanza) ist eine argentinische Fußballspielerin.

## Karriere

### Vereine
Sachs begann im Alter von sechs Jahren mit dem Fußballspielen – unter Anleitung ihres Bruders. Im Alter von zwölf Jahren wurde sie von ihrer Mutter bei Estudiantes de Padua angemeldet. Im weiteren Verlauf spielte sie bis ins Jahr 2011 für La Blanquita.
Sachs spielte im Jahr 2011 das erste Mal im Seniorinnenbereich für den in Parque Patricios, einem Stadtviertel von Buenos Aires, ansässigen Club Atlético Huracán. Von 2015 bis 2020 war sie für UAI Urquiza aktiv, bevor sie – nach Spanien gelangt – für den Zweitligisten UD Collerense in der Saison 2020/21 in zwei Punktspielen im November mitwirkte.
Vom 29. Januar 2021 bis zum 15. Januar 2023 gehörte sie der Frauenfußballabteilung von Boca Juniors an, bevor sie sich zum FC Santos begab. Dem brasilianischen Verein gehörte sie bis zum 13. August 2023 in der Série A1 an. Sie wurde einmal zum Saisonstart der Staatsmeisterschaft von São Paulo am 3. Mai 2023 beim 3:0-Sieg im Auswärtsspiel gegen Ska Brasil und einmal in der Qualifikationsrunde der gesamtbrasilianischen Meisterschaft am 27. Mai 2023 (13. Spieltag) beim 6:1-Sieg im Auswärtsspiel gegen den Ceará SC eingesetzt und erzielte mit dem Treffer zum 4:1 in der 50. Minute ein Tor.
In ihre Heimat zurückgekehrt, ist sie seit August 2023 für die Frauenfußballabteilung von Racing Club de Avellaneda aktiv.

### Nationalmannschaft
Sachs debütierte als Nationalspielerin für die U20-Nationalmannschaft, die an der Weltmeisterschaft 2012 in Japan teilnahm. Sie bestritt alle drei Spiele der Gruppe C und schied mit ihrer Mannschaft als Gruppenletzter vorzeitig aus dem Turnier aus.
Ihr Debüt für die A-Nationalmannschaft gab sie am 16. März 2014 in Santiago de Chile beim 2:1-Sieg über die Nationalmannschaft Chiles im Estadio Bicentenario Municipal de La Florida; es war das Finale im Rahmen der Südamerikaspiele 2014. Im selben Jahr nahm sie mit ihrer Mannschaft am Vier-Nationen-Turnier in Brasilien teil und bestritt am 18. Dezember 2014 in Brasilia gegen die US-amerikanische Nationalmannschaft zum Einsatz. Das im Estádio Nacional de Brasília Mané Garrincha ausgetragene Freundschaftsspiel, in dem sie in der 86. Minute für Florencia Bonsegundo eingewechselt wurde, ging mit 0:7 verloren.
Mit der A-Nationalmannschaft nahm sie am Fußballturnier im Rahmen der Panamerikanischen Spiele 2015 in Toronto teil und wurde im dritten Spiel der Gruppe A, bei der 0:2-Niederlage gegen die Nationalmannschaft Kolumbiens mit Einwechselung für Vanesa Santana in der 58. Minute, eingesetzt. 2019 kam sie in Lima in zwei Turnierspielen (0:0 vs Costa Rica und 3:0 vs Paraguay) zum Einsatz. Im Finale, das ihre Mannschaft am 10. August erreichte, war diese gegen die Nationalmannschaft Kolumbiens erst mit 6:7 im Elfmeterschießen unterlegen. 2023 kam sie in drei Spielen zum Einsatz und belegte mit ihrer Mannschaft den vierten Platz.
Sie nahm ferner an der siebten Austragung der Copa América 2014 teil. Sie bestritt das dritte und vierte Spiel der Gruppe B (1:0 vs. Paraguay und 2:0 vs. Brasilien) sowie das mit 0:6 gegen Brasilien verlorene zweite Finalrundenspiel. Bei der neunten Austragung, 2018, kam sie in drei Spielen der Gruppe B und im ersten Finalrundenspiel zum Einsatz. Neben weiteren Turnierteilnahmen (South American Games 2014, FFA Cups of Nations 2019, SheBelieves Cup 2021, CONCACAF W Gold Cup 2024) gehörte sie 2019 und auch 2023 jeweils dem WM-Kader an; in beiden Turnieren bestritt sie jeweils ein Spiel (0:1 vs. England und 0:2 vs. Schweden).

## Erfolge
Nationalmannschaft
- Finalist Fußballturnier Panamerikanische Spiele 2019 (ohne Finaleinsatz), Vierter 2023
- Dritter Copa América 2018
- Sieger Fußballturnier Südamerikaspiele 2014

Boca Juniors
- Argentinischer Meister 2021 Clausura,[11] 2022[12]

UAI Urquiza
- Argentinischer Meister 2016,[13] 2018,[14] 2019[1]